# Mainvilliers (Loiret)
Malesherbes ist eine Ortschaft und eine ehemalige französische Gemeinde mit 260 Einwohnern (Stand: 2015) im äußersten Norden des Département Loiret in der Region Centre-Val de Loire. Sie gehörte zum Arrondissement Pithiviers und zum Kanton Malesherbes.
Mit Wirkung vom 1. Januar 2016 wurde Mainvilliers mit den früheren Gemeinden Coudray, Labrosse, Malesherbes, Manchecourt, Nangeville und Orveau-Bellesauve zur Commune nouvelle Le Malesherbois zusammengelegt und hat seither in der neuen Gemeinde den Status einer Commune déléguée.
Nachbarorte sind Blandy im Nordwesten, Brouy im Norden, Nangeville im Nordosten, Orveau-Bellesauve im Osten, Césarville-Dossainville im Süden und Audeville im Südwesten.

## Bevölkerungsentwicklung
| Jahr      | 1962 | 1968 | 1975 | 1982 | 1990 | 1999 | 2008 | 2015 |
| --------- | ---- | ---- | ---- | ---- | ---- | ---- | ---- | ---- |
| Einwohner | 242  | 201  | 209  | 200  | 242  | 234  | 232  | 260  |

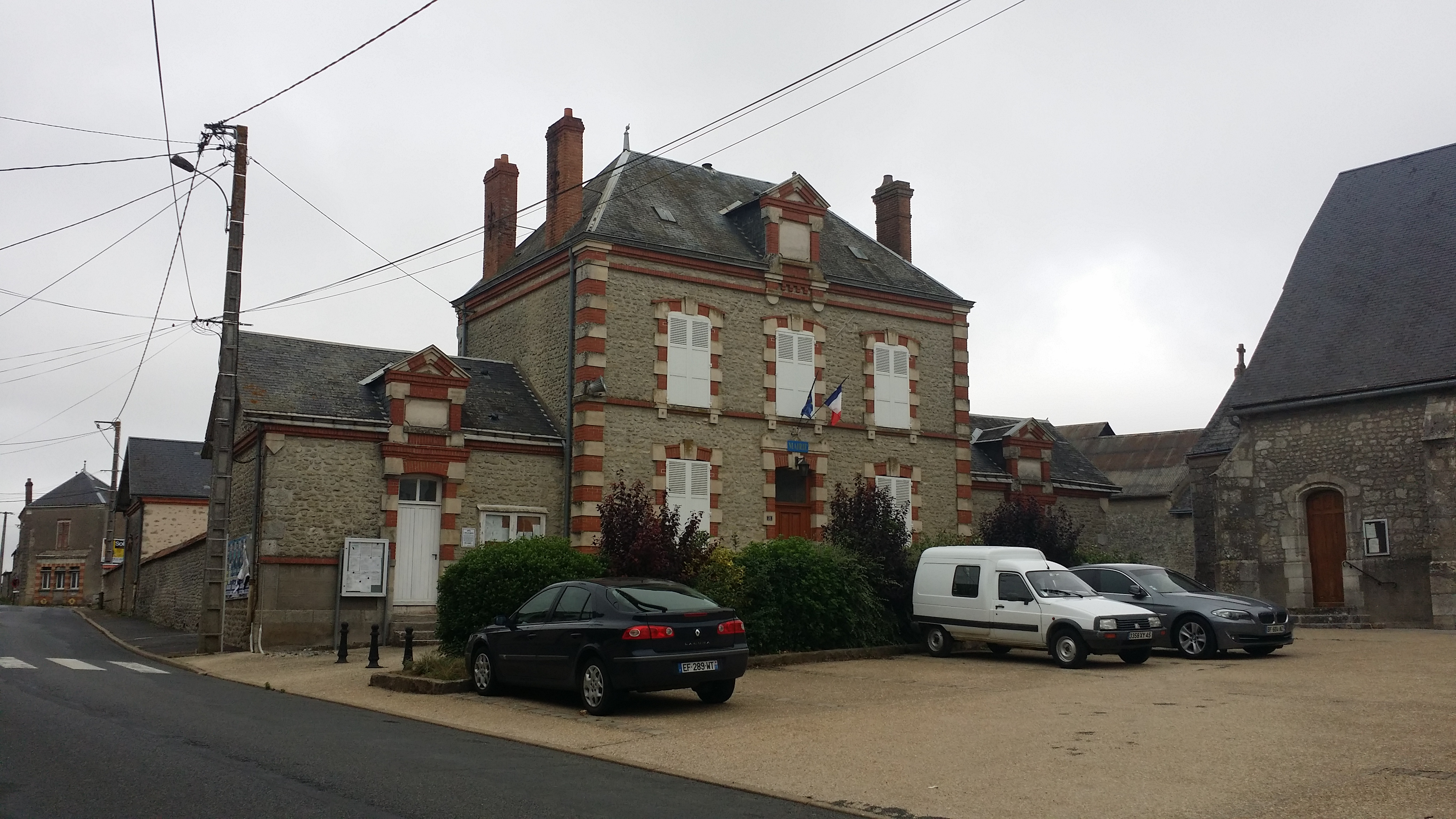
Ehemaliges Rathaus
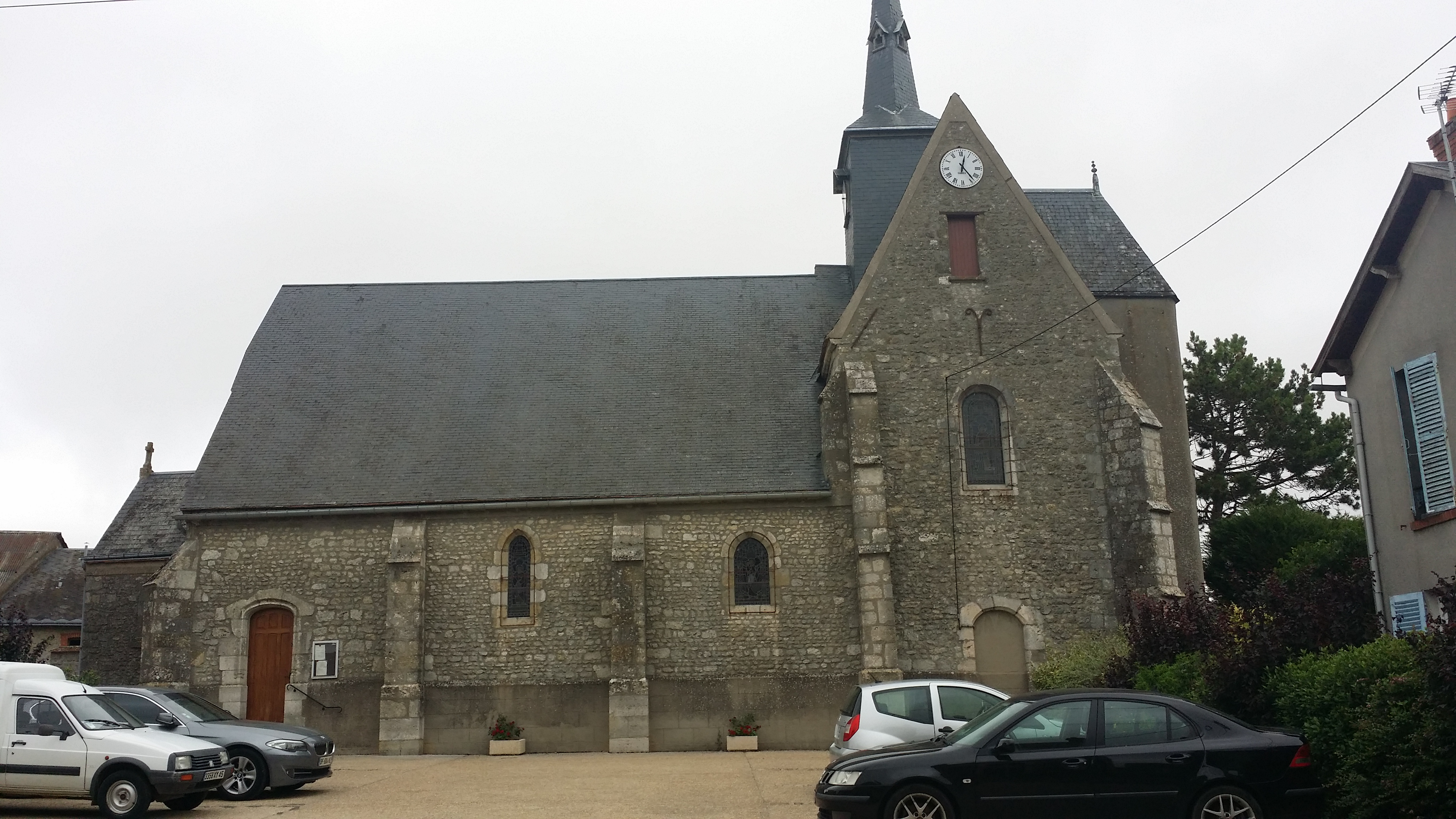
Kirche Saint-Laurent